# Щербина Тетяна Василівна
Тетя́на Васи́лівна Щерби́на (нар. 17 червня 1955, Нестеров, нині Жовква, Львівська область) — українська писанкарка, педагог. Член Національної спілки майстрів народного мистецтва України. Директор Кам'янець-Подільського міської дитячої художньої школи (від 2000 року).

## Життєпис
Тетяна Василівна Щербина народилася 17 червня 1955 року в місті Нестеров (нині знову Жовква) Львівської області в сім'ї військовослужбовця. Росіянка. Рідний дядя Микита — художник-склодув, його роботи демонструвалися в Ленінграді на виставці при Ермітажі.
Після переїзду сім'ї в Кам'янець-Подільський навчалася в середній школі № 8, яку закінчила 1972 року. Закінчила також Кам'янець-Подільську міську дитячу художню школу (перший набір). Її вчителями були Дмитро Брик, Збігнєв Гайх, Володимир Воїнов. З нею разом вчився Сергій Іванов — нині заслужений художник України.
1972 року  не вдалося вступити до Львівського інституту прикладного і декоративного мистецтва. Рік працювала в Кам'янці-Подільському на заводі «Електроприлад» — фактично художником, хоча була оформлена як слюсар.
В 1977 році закінчила художньо-графічний факультет Одеського педагогічного інституту імені Костянтина Ушинського.
Здобувши художню освіту,  працювала в Кам'янець-Подільському педагогічному інституті (нині Кам'янець-Подільський національний університет імені Івана Огієнка) викладачем методики викладання образотворчого мистецтва.
Від 1978 року працює в Кам'янець-Подільській міській дитячій художній школі завучем, викладачем, від травня 2000 року — її директор. За час її керівництва в школі відкрито класи ткацтва, друкарства, історії мистецтва. Усі вихованці школи розписують писанки і щороку навесні влаштовують змагання.

## Творчість
2006 року разом із мистецтвознавцем Катериною Дегтяр уклала та видала книгу «Художня школа від учора до сьогодні», присвячену 100-річчю художньої освіти на Поділлі.
8 вересня 2009 року в Національному палаці мистецтв «Україна» в Києві відбувся творчий звіт майстрів мистецтв та художніх колективів Хмельницької області в рамках Фестивалю мистецтв України. У виставці декоративно-прикладного, образотворчого та фотомистецтва «Обереги духовності і краси», яка була презентована у фоє палацу, взяла участь і писанкарка Тетяна Щербина .
У березні 2010 року за багаторічну сумлінну працю, високий професіоналізм, вагомий особистий внесок у розвиток культури та з нагоди Всеукраїнського дня працівників культури та аматорів народного мистецтва Тетяну Щербину нагороджено Грамотою Хмельницької обласної державної адміністрації.
У квітні 2010 року напередодні Великодня Тетяна Василівна провела в стінах рідного класу відкритий урок з писанкарства — своєрідний майстер-клас, що тривав до пізньої пори. Серед її учнів є переможці численних конкурсів із цього прадавнього українського мистецтва, що проходили в Коломиї, Івано-Франківську, Бучачі й інших містах. Тетяна Щербина зазначає: «Приємно бачити, як уважно і зосереджено відтворюють народні орнаменти дівчатка і хлопчики. Їх не можна відірвати від праці, бо кожна писаночка неповторна. Кожна писанка в творчих руках навіть найменшого школярика квітне новим орнаментом, як правило, кращим за попередній. Це легко, і водночас дуже захоплююче».
Роботи Тетяни Василівни виставлялись у різних містах україни. Двічі її роботи експонувались у м. Афіни(Греція), а також зберігаються в колекціях у Ірландії, Фінляндії, Росії, Канаді.

## Сім'я
Батько - Шабунін Василь Васильович, військовослужбовець та музикант, дитина війни та  син полку, нині пенсіонер.
Мати - Шабуніна Зоя Петрівна, колишній головний бухгалтер дорожньої інспекції, дитина війни, нині пенсіонерка.
Сестра - Шабуніна Натялія Василівна, колишній військовослужбовець та цивільний службовець Збройних Сил України. Має доньку Тетяну.
Чоловік – Щербина Леонід Іванович, майстер спорту по важкій атлетиці, штангіст, працює в Подільському державному аграрно-технічному університеті. Досі бере участь у змаганнях різного рівня.
Син – Щербина Тарас Леонідович, проживає в Києві — філолог, перекладач, має дружину Вікторію та трьох дітей. 
Внуки - Артем, Денис, Тимофій.